# Liolaemus ditadai
Liolaemus ditadai — вид ігуаноподібних ящірок родини Liolaemidae. Ендемік Аргентини.

## Поширення і екологія
Liolaemus ditadai відомі з типової місцевості, розташованої в районі солончака Салінас-Грандес, на кордоні департаментів Кордова, Катамарка і Ла-Ріоха. Вони живуть на краю солончака, зустрічаються на висоті від 180 до 200 м над рівнем моря. Живляться комахами, відкладають яйця.